# Sahnestandmittel
Ein Sahnestandmittel (geläufig auch unter den Markennamen Sahnesteif oder Sahnefest, in der Schweiz als Rahmhalter bekannt) ist ein Hilfsmittel für die Zubereitung von Schlagsahne, das den Sahne-Schaum fester macht und das Absetzen von Wasser verhindert. Wichtigster Inhaltsstoff ist meistens ein ohne Erhitzung wirksames Bindemittel wie kaltbindende Gelatine oder modifizierte Stärke.
Unter dem Namen „Sahnesteif“ sind seit 1967 verschiedene Sahnestandmittel im Handel erhältlich. Der Begriff war ursprünglich ein eingetragenes Markenzeichen der Dr. August Oetker KG („Dr. Oetker sahnesteif“ ab Januar 1967) und der Vogeley Lebensmittelwerk GmbH („Vogeley Sahnesteif“ ab Dezember 1967). Der Ausdruck gilt inzwischen als generischer Markenname für Sahnestandmittel im Allgemeinen.